# Haute École de la Ville de Liège
 (mai 2022).
Si vous disposez d'ouvrages ou d'articles de référence ou si vous connaissez des sites web de qualité traitant du thème abordé ici, merci de compléter l'article en donnant les références utiles à sa vérifiabilité et en les liant à la section « Notes et références ».

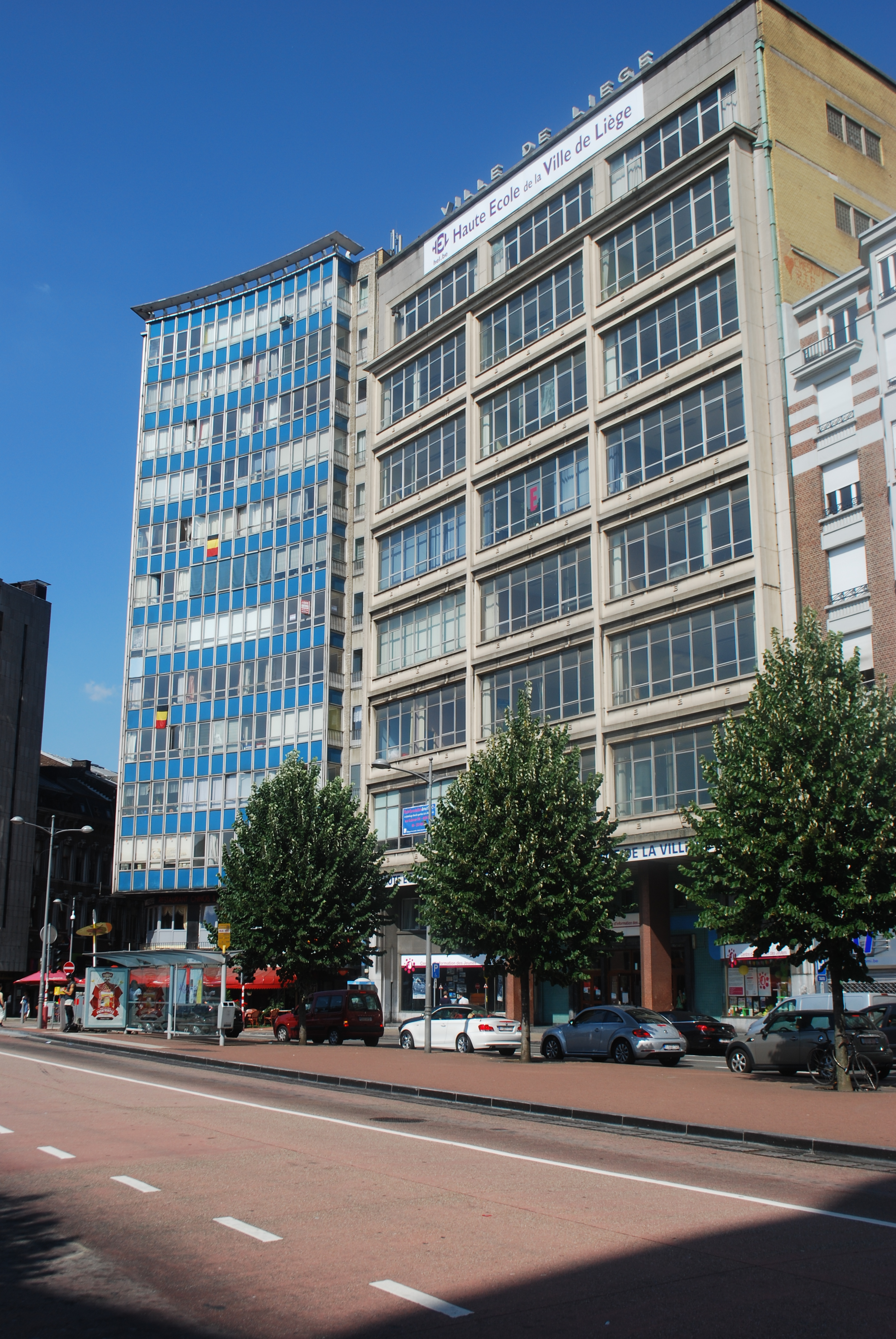
Haute École de la Ville de Liège - Implantation Hazinelle

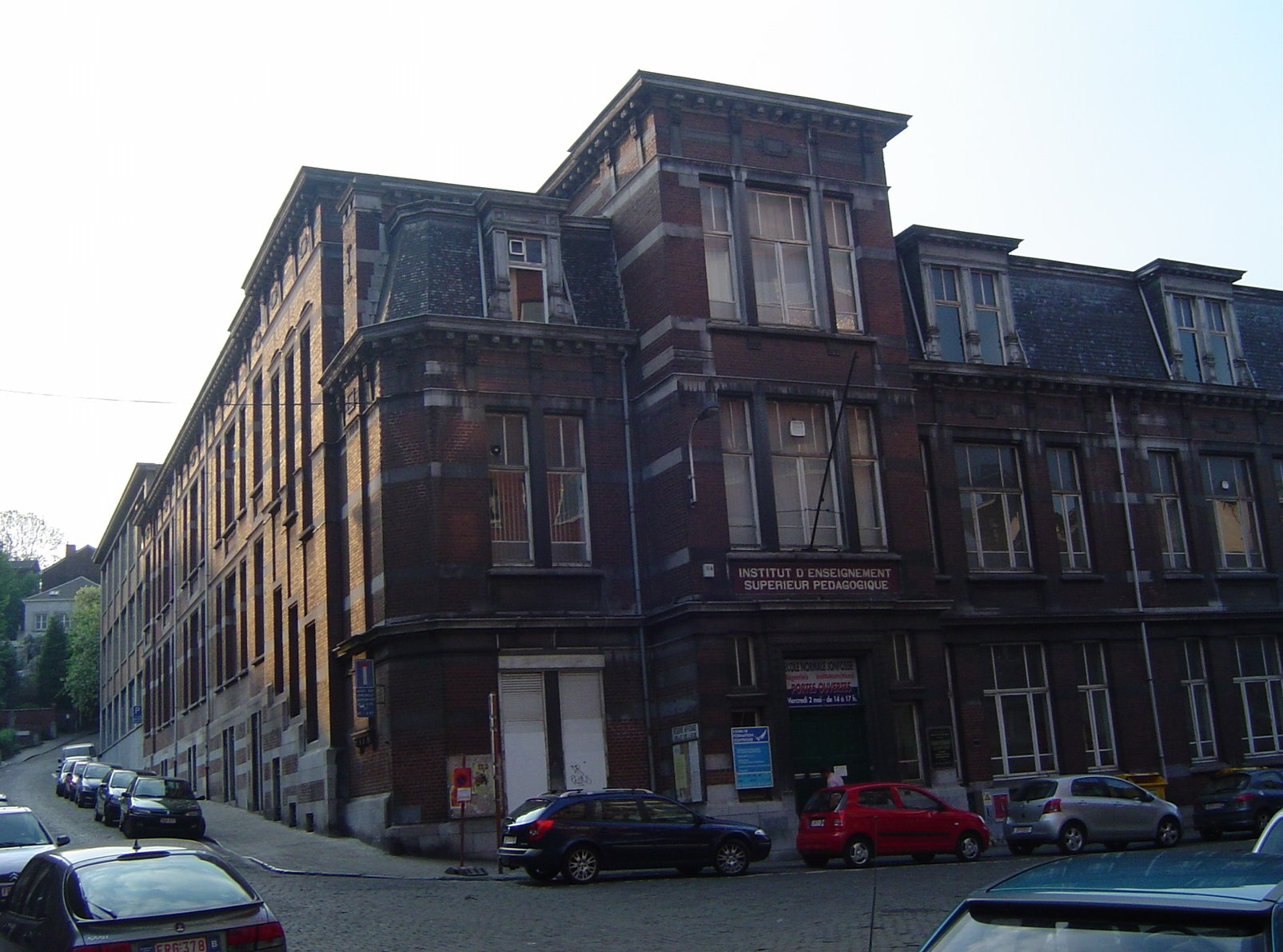
Haute École de la Ville de Liège - Implantation Jonfosse

La Haute École de la Ville de Liège (HEL) a été créée en septembre 1996 dans le cadre du décret du 5 août 1995 fixant l'organisation générale de l'enseignement supérieur en Hautes Écoles.

## Historique
Elle résulte du regroupement des écoles supérieures de la Ville de Liège : 
- l'Institut d'Enseignement Supérieur Pédagogique (IESP Jonfosse)
- l'École Communale Supérieure de Secrétariat, d'Administration et de Commerce (ECSSAC)
- l'École Supérieure de Logopédie (ESL)
- l'Institut Supérieur d'Enseignement Technologique (ISET)

et de la création de la nouvelle catégorie en traduction et interprétation.

## Catégorie
La Haute École est divisée en 5 grandes catégories réparties sur 4 implantations et proposant un total de 24 formations de type court (bachelier en 3 ans).

### Catégorie technique
- Automobile
- Chimie (orientation chimie appliquée, environnement)
- Électronique appliquée
- Informatique et systèmes
- Techniques graphiques
- Énergies alternatives et renouvelables

### Catégorie pédagogique
- Instituteur préscolaire
- Instituteur primaire
- Régent

### Catégorie économique
- Assistant de direction
- Comptabilité
- Relations publiques
- Sciences administratives et gestion publique
- Gestion hôtelière
- Administration des maisons de repos

### Catégorie paramédicale
- Logopédie

### Catégorie Traduction et Interprétation
Depuis septembre 2008 et co-diplomation avec l'université de Liège
- Traduction-interprétation

## En chiffres
Environ 2 400 étudiants, 500 diplômés par an, 250 enseignants et 30 administratifs au service des étudiants